# Профессор Челленджер
Профессор Че́лленджер (Джо́рдж Эдуа́рд Че́лленджер; англ. George Edward Challenger) — герой романов Артура Конан Дойля «Затерянный мир», «Отравленный пояс», «Страна тумана», «Когда Земля вскрикнула» и некоторых других.

## Описание
В романе «Затерянный мир» Эдуард Мелоун, от лица которого ведётся повествование, описывает профессора Челленджера следующим образом:

У меня перехватило дыхание при виде этого человека. Я был готов встретить не совсем обычную личность, но такое мне даже не мерещилось. Больше всего поражали его размеры. Размеры и величественная осанка. Такой огромной головы мне в жизни не приходилось видеть. Если б я осмелился примерить его цилиндр, то, наверно, ушёл бы в него по самые плечи. Лицо и борода профессора невольно вызывали в уме представление об ассирийских быках. Лицо большое, мясистое, борода квадратная, иссиня-чёрная, волной спадающая на грудь. Необычное впечатление производили и волосы — длинная прядь, словно приклеенная, лежала на его высоком, крутом лбу. Ясные серо-голубые глаза бросили на меня критический, властный взгляд из-под мохнатых чёрных бровей. Я увидел широчайшие плечи, могучую грудь колесом и две огромные руки, густо заросшие длинными чёрными волосами. Если прибавить ко всему этому раскатисто-рыкающий, громоподобный голос, то вы поймёте, каково было мое первое впечатление от встречи со знаменитым профессором Челленджером.
…
Он вскочил со стула. … я не мог не изумиться, увидев, что профессор Челленджер маленького роста. Он был мне по плечо — эдакий приплюснутый Геркулес, вся огромная жизненная мощь которого словно ушла вширь, вглубь да ещё в черепную коробку… он начал наступать на меня выворачивая ноги как заправский учитель танцев.

Согласно «Затерянному миру», профессор родился в шотландском городе Ларгсе в 1863 году и обучался в Эдинбургском университете, где изучал медицину, зоологию и антропологию.
Конан Дойль описывает Челленджера как учёного-энциклопедиста, который обладает глубокими познаниями практически во всех областях естественных наук: медицине, биологии, физике, химии, геологии и т. д. Автор также подчёркивает его большую физическую силу и несдержанный нрав. Несмотря на некоторый избыток самоуверенности, он отличается высокой научной принципиальностью, позволяющей ему признавать свои ошибки при наличии весомых аргументов в пользу его оппонентов. Так, в романе «Страна туманов» описывается, как Челленджер, первоначально резко отрицательно относившийся к спиритизму, под давлением неопровержимых доказательств стал сторонником этого учения (встав тем самым на позиции, которые до конца жизни разделял сам Конан Дойль).
Как и у Шерлока Холмса, у профессора Челленджера также был реальный прототип — им считается профессор физиологии Уильям Резерфорд (англ. William Rutherford), который читал лекции в университете Эдинбурга, когда Конан Дойль изучал там медицину.

## Семья
Профессор Челленджер был женат на женщине с именем Джессика. В романе «Затерянный мир» Эдуард Мелоун описывает её следующим образом:

Живая, черноглазая, она походила скорее на француженку, чем на англичанку. 
Профессор со своей женой составляют весьма контрастную пару:

Если представить себе гориллу рядом с газелью, то можно составить себе понятие об этой чете.

Миссис Челленджер очень заботливая, любящая и преданная жена. В повести «Отравленный пояс», когда герои остаются одни на Земле, то сразу предаются унынию — необходимость в газетах пропала — Мелоуну нечем занять досуг; лорду Джону Рокстону не на кого охотиться; профессору Саммерли некого обучать в университетах; миссис Челленджер внушает всем надежду словами:

- Я же благодарю небо за то, что у меня ещё есть мой  дом  и  мой  муж.
Цель жизни у меня осталась прежняя, — сказала миссис Челленджер.

На момент начала действия романа «Страна туманов» выясняется, что любимая жена профессора скончалась:

Маленькая женщина, словно птичка, свила гнёздышко в сердце этого великана. Он же, как это часто бывает с сильными людьми, относился с особенной нежностью и заботливостью к этому слабому созданию. Отдавая, она, как все кроткие и тактичные женщины, получала всё. И потому, когда жена неожиданно умерла от осложнившегося пневмонией гриппа, учёный, казалось, был сражён навсегда.

Неизвестно, как бы профессор смог справиться со своим горем, если бы не помощь и забота его дочери Энид.

Энид Челленджер была необыкновенной девушкой… От отца она унаследовала волосы цвета воронова крыла, а от матери — голубые глаза и белоснежную кожу. Она, пожалуй, не была красавицей, но, где бы она ни появлялась, все взгляды устремлялись к ней. Она казалась тише воды ниже травы, но дух её был силен. С детства у неё был выбор: либо противопоставить себя отцу и стать личностью, либо уступить его напору и превратиться в марионетку. У неё хватило умения остаться собой, уступая отцу, когда на того накатывало, и проявляя твёрдость в более благополучные времена.

Энид приходилась коллегой Эдуарду Меллону. Вместе они исследовали учение спиритуалистов, а позднее стали его адептами. Выяснилось, что Энид — сильнейший медиум и именно необыкновенные способности девушки заставили профессора Челленджера пересмотреть свои материалистические взгляды. Впоследствии Энид вышла замуж за Эдуарда Меллоуна.

## Произведения

### Артура Конан Дойла
- Затерянный мир (The Lost World) (1912)
- Отравленный пояс (The Poison Belt) (1913)
- Страна тумана (The Land of Mist) (1926)
- Когда Земля вскрикнула (When the World Screamed) (1928)
- Дезинтеграционная машина (The Disintegration Machine) (1929)

### Другие авторы
- Диньяк Жан-Клод. Орхидеи в ночи. Рассказ // Если. — 2002. — № 4.

## Интересные факты
- В 1996 году в честь профессора Челленджера был назван вид динозавров Ирритатор Челленджера (Irritator challengeri), представитель рода Ирритатор (Irritator)[1].